# Kwal
Pour les articles homonymes, voir Loiseau.
 (octobre 2010).
Si vous disposez d'ouvrages ou d'articles de référence ou si vous connaissez des sites web de qualité traitant du thème abordé ici, merci de compléter l'article en donnant les références utiles à sa vérifiabilité et en les liant à la section « Notes et références ».
 (août 2016).
Kwal, de son vrai nom Vincent Loiseau, est un auteur-compositeur-interprète français né à Angers en 1978.

## Biographie
Vincent Loiseau a suivi au cours de son enfance des études de solfège, puis de violon, au conservatoire à rayonnement régional d'Angers. Auteur-compositeur et interprète de ses morceaux, il produit d’autres artistes, comme Guerebou Kounkan ou Lassy King Massassy, musiciens maliens.
Proche de la scène rap dite « du monde », il est en connexion avec des rappeurs du monde entier et partage souvent la scène avec des artistes africains, brésiliens ou palestiniens.
Entre 1994 et 2001, il compose et chante dans Carc[H]arias groupe de metal angevin, et joue avec des grands noms de la scène.
En 2002, sous son nom de scène Kwal, il signe Règlements de contes, un album solo autour du thème de l'enfance : détournant les contes de fées et autres histoires pour enfants, il dénonce tous les travers de nos sociétés d'adultes.
Dans la continuité de Carc[H]arias, il crée des sonorités ethniques, trip hop et indus et quelques drum'n'bass ou toasts ragga, avec la présence de sitars, de tablas indiens et de chants kabyles, avec quelques participations discrètes (joueur de sitar et tablas indien, chant kabyle, section rythmique de L.T.No).
Le deuxième album de Kwal est autour du thème de la confrontation des cultures, avec la collaboration d'artistes étrangers rencontrés au fil de ses voyages (Festival au désert au Mali, Jaipur en Inde). Mogo Ya (l’âme humaine en français) est sorti au début de l'année 2005 et réunit jusqu'à 28 musiciens de 12 langues de l'Inde à l'Andalousie.
Les instrumentaux de son troisième album sont dans la continuité du 2e album, dans des registres variés mais homogènes entre eux. Les morceaux varient en effet entre le funk, la chanson, des tonalités africaines (Mali) ou orientales. Mais la grande nouveauté se situe au niveau du chant. C'est la première fois que Vincent Loiseau se sert de sa voix naturelle, c'est-à-dire non modifiée par la façon de chanter ou lors du mixage. Il remarque par ailleurs qu'il « a mis 20 ans à accepter sa voix telle qu'elle est »[réf. nécessaire]. Du coup, le style de chant est rénové par rapport aux albums précédents, moins axé sur le flow hip-hop, et plus parlé ; certains morceaux s'approchent même du slam.
Les arrangements, réalisés par son partenaire Nicolas Houssin, sont épurés, ce qui fait que Là où j'habite est quasiment acoustique. Au niveau des instruments, les cordes occupent une place importante (guitares, violons, violoncelles…). On retrouve aussi une variété impressionnante de percussions (tablas, derbuka, djembé…), ainsi que des instruments traditionnels de diverses régions du monde. Les machines ne sont présentes que sur quelques morceaux, ce qui rend compte du trajet parcouru depuis "Règlement de contes", son premier album.
La nouveauté est qu'il aborde davantage les thèmes de son quotidien, presque absents de ses productions précédentes. Le morceau éponyme Là où j'habite, qui ouvre l'album, en est le symbole : avec ce texte, il raconte son quartier, ses voisins, ce qui ne l'empêche pas de dénoncer en filigrane la politique migratoire française. Et, à l'instar de cette chanson, l'écriture n'abandonne pas le terrain de l'engagement et aborde les thèmes de l'immigration, l'intégration, l'oppression palestinienne, ou encore le devoir d'engagement des artistes en général. Le morceau Tapage nocturne résume la profession de foi de Kwal[Comment ?] : « Créer c'est résister ». Il s'aventure aussi du côté de l'humour (ce qui était loin d'être le cas dans ses albums précédents), avec des textes comme Reviens ! ou Les Pénibles.
Enfin, l'album est encore une fois émaillé de featurings avec d'autres artistes. On retrouve les habitués comme Lassy King Massassy et Guerebou Kounkan, mais aussi de nouvelles rencontres comme le chanteur français Matthieu Bouchet sur le morceau Les Pénibles. Finalement, Là où j'habite est qualifié d'album « de la maturité »[réf. nécessaire] grâce à un style épuré.
En 2022, il participe à l'enregistrement d'un album avec l'ensemble de musique ancienne Doulce mémoire dans lequel il « slamme » des sonnets de Joachim du Bellay, dont le célèbre Heureux qui comme Ulysse.

## Évènements majeurs
- Festival du Théâtre des Réalités 2002, Bamako (Mali)
- Festival au désert 2003, Essakane (Mali)

## Vidéo
- « Kwal au Mali : 52 minutes d'introduction cinématographique »

Réalisation : Mickael Léger / Scénario : Kwal / Son : Nicolas Houssin / Production : Christian Coppo